# Summer World University Games 2025/Teilnehmer (Tschechien)
| Gelbes Symbol für Goldmedaillen mit stilisierten Olympischen Ringen | Graues Symbol für Silbermedaillen mit stilisierten Olympischen Ringen | Braundes Symbol für Bronzemedaillen mit stilisierten Olympischen Ringen |
| ------------------------------------------------------------------- | --------------------------------------------------------------------- | ----------------------------------------------------------------------- |
| 3                                                                   | 2                                                                     | 6                                                                       |

Tschechien nahm an den Summer World University Games 2025 vom 16. bis zum 27. Juli mit 131 Athleten (64 Männer und 67 Frauen) teil.

## Medaillen

### Medaillenspiegel
| Rang   | Sportart       | Gold | Silber | Bronze | Gesamt |
| ------ | -------------- | ---- | ------ | ------ | ------ |
| 1      | Leichtathletik | 1    | 1      | –      | 2      |
| 2      | Rudern         | 1    | –      | 1      | 2      |
| 3      | Schwimmen      | 1    | –      | –      | 1      |
| 4      | Taekwondo      | –    | 1      | –      | 1      |
| 5      | Judo           | –    | –      | 3      | 3      |
| 6      | 3×3-Basketball | –    | –      | 1      | 1      |
| 6      | Tennis         | –    | –      | 1      | 1      |
| Gesamt | Gesamt         | 3    | 2      | 6      | 11     |

### Medaillengewinner
| Name/n                                                  | Sportart       | Wettkampf              |
| ------------------------------------------------------- | -------------- | ---------------------- |
| Gold                                                    |                |                        |
| Barbora Malíková                                        | Leichtathletik | 400 m                  |
| Anna Šantrůčková                                        | Rudern         | Einer                  |
| Daryna Nabojčenko                                       | Schwimmen      | 50 m Schmetterling     |
| Silber                                                  |                |                        |
| Linda Suchová                                           | Leichtathletik | Dreisprung             |
| Petra Štolbová                                          | Taekwondo      | Kyorugi -62 kg         |
| Bronze                                                  |                |                        |
| Renata Zachová                                          | Judo           | Klasse bis 63 kg       |
| Petr Mladý                                              | Judo           | Klasse bis 81 kg       |
| Tereza Bodnárová                                        | Judo           | Klasse bis 52 kg       |
| Štěpán Borovka Adam Růžička Matěj Rychtecký Dominik Žák | 3×3-Basketball | Männer                 |
| Jan Jermář Karolína Kubáňová                            | Tennis         | Mixed-Doppel           |
| Radim Hönig Kryštof Blaha Jan Lasota Martin Pfeifer     | Rudern         | Vierer ohne Steuermann |

## Teilnehmer nach Sportarten

### Basketball

#### Basketball
| Männer - David Böhm - Matěj Burdá - Tomáš Jansá - Adam Lukeš - Nikolaos Noumeros - Pavel Novák - Patrick O’Brien - Martin Svobodá - Šimon Svobodá - Vojtěch Sýkorá - Matěj Šafařík - Dalibor Vlk | Frauen - Monika Fučíková - Eliška Hálová - Valentýna Kadlecová - Sára Lišková - Petra Malíková - Nela Nétková - Andrea Ondroušková - Charlotte Velichová - Luisa Vydrová - Julia Vydrová - Marie Žílová - Eliška Žílová |

#### 3×3-Basketball
| Männer - Štěpán Borovka - Adam Růžička - Matěj Rychtecký - Dominik Žák | Frauen - Eliška Brejchová - Kateřina Galíčková - Jesika Hibalová - Lucie Svatoňová |

### Beachvolleyball
| Männer - Matyáš Džavoronok - Tadeáš Trousil | Frauen - Julie Honzovičová - Kylie Neuschaeferová |

### Bogenschießen
| Männer - Matěj Špinar | Frauen - Martina Zikmundová |

### Fechten
| Männer - František Coufal - Matěj Salzer | Frauen - Gabriela Aigermanová - Karolína Bechyňová - Michala Illeková - Štěpánka Němcová - Patricie Prokšíková |

### Judo
| Männer - Martin Bezděk - Antonín Dvořáček - Petr Mladý - Radomír Musil | Frauen - Tereza Bodnárová - Renata Zachová - Lucie Zárybnická |

### Leichtathletik
| Männer - Alexandr Čača - Jakub Forejt - Tomáš Habarta - Daniel Kotyza - Matěj Krsek - Tomáš Němejc - Martin Zajíc - Adam Zajíček | Frauen - Zuzana Cymbálová - Ema Klimentová - Barbora Malíková - Martina Mazurová - Viktorie Ondrová - Linda Suchová - Magdalena Šlapáková - Pavla Štoudková |

### Rudern
| Männer - Marek Diblík (Einer) - Adam Šnajdr (Doppelzweier) - Jan Chlebovský (Doppelzweier) - Jakub Sprinzl (Zweier ohne Steuermann) - Jakub Vančura (Zweier ohne Steuermann) - Radim Hönig (Vierer ohne Steuermann) - Kryštof Blaha (Vierer ohne Steuermann) - Jan Lasota (Vierer ohne Steuermann) - Martin Pfeifer (Vierer ohne Steuermann) | Frauen - Anna Šantrůčková (Einer) - Marie Doležalová (Doppelzweier) - Tereza Hrbáčková (Doppelzweier) - Alžběta Zavadilová (Zweier ohne Steuerfrau) - Barbora Podrazilová (Zweier ohne Steuerfrau) - Lenka Boušková (Vierer ohne Steuerfrau) - Agáta Janíková (Vierer ohne Steuerfrau) - Evelína Mašínová (Vierer ohne Steuerfrau) - Zuzana Pazourková (Vierer ohne Steuerfrau) |

### Schwimmen
| Männer - Vojtěch Janeček - Michal Judickij - Sebastián Luňák - Radim Švarc - Matěj Zábojník | Frauen - Bára Matošková - Daryna Nabojčenko |

### Taekwondo
| Männer - Tomáš Sittek | Frauen - Petra Štolbová |

### Tennis
| Männer - Jan Jermář - Adam Jurajdá - Victor Sklenka | Frauen - Nelly Kněžková - Karolína Kubáňová - Anbeta Kučmová |

### Turnen

#### Gerätturnen
| Männer - Daniel Bago | Frauen - Sabina Hálová - Daniela Hálová - Aneta Holasová - Dominika Ponížilová |

#### Rhythmische Sportgymnastik
Frauen
- Tereza Staňková

### Volleyball
| Männer - Matyáš Bednařík - Matouš Drahoňovský - Daniel Fabikovič - Matouš Lank - Adam Provazník - Michal Přibyl - Matěj Resl - Filip Srovnal - Jan Svobodá - Jiří Toman - Ladislav Toman - Michael Vodička | Frauen - Lucie Blažková - Michaela Dlouhá - Lucie Drahorádová - Jana Fixová - Helena Harrisová - Barbora Chaloupková - Karolína Javůrková - Denisa Pavlíková - Kristýna Průšová - Michaela Smolková - Lucie Veselá - Michaela Vlčková |